# Rezerwat przyrody Janie im. Włodzimierza Korsaka
Janie im. Włodzimierza Korsaka – wodny rezerwat przyrody w województwie lubuskim, w powiecie sulęcińskim, w gminie Lubniewice.
Celem ochrony jest zachowanie zarastającego jeziora z charakterystyczną roślinnością wodną i bagienną, będącego ostoją licznych gatunków ptaków wodnych. Obszar rezerwatu objęty jest ochroną czynną. Przez rezerwat przepływa rzeka Lubniewka.

## Podstawa prawna
Utworzony na podstawie Zarządzenia Ministra Leśnictwa i Przemysłu Drzewnego z dnia 18 maja 1984 r. w sprawie uznania za rezerwat przyrody (M.P. z 1984 r. nr 15, poz. 108).

## Obszar rezerwatu
W skład rezerwatu przyrody wchodzi obszar położony w granicach administracyjnych powiatu sulęcińskiego, gminy Lubniewice, obrębu ewidencyjnego m. Rogi o pow. 50,52 ha (dz. nr: 164 – 15,93 ha, 165/1 – 12,05 ha, 165/2 – 7,38 ha) w zarządzie Nadleśnictwa Lubniewice, dz. nr 41 jeziora Janowiec (Janie) – 15,16 ha w zarządzie LZMiUW w Zielonej Górze.